# Muraji
Muraji (連) est un ancien titre héréditaire japonais marquant le rang social et le statut politique du porteur (un kabane). Il était réservé aux plus puissants clans parmi les clans du Kuni no miyatsuko qui étaient associés à des tâches particulières. Les muraji rivalisaient avec les omi par leur puissance politique pendant la majeure partie de la période Yamato et entrent fréquemment en conflit avec eux sur des sujets politiques comme la question de l'acceptation du bouddhisme ou des questions de succession au trône impérial. Traditionnellement, les clans muraji, dont faisaient partie les Ōtomo (大伴), les Nakatomi (中臣), les Mononobe (物部) et les Inbe (忌部), prétendaient descendre des dieux du panthéon shintoïste (神別氏族, shinbetsu shizoku).
Comme les omi, les muraji les plus puissants plaçaient devant leur titre le préfixe Ō- (大) et étaient ainsi appelés Ōmuraji (大連). Le Nihon shoki mentionne plusieurs Ōmuraji comme Mononobe no Ikofutsu (物部伊莒弗) pendant le règne de l'empereur Richū ; Ōtomo no Muroya (大伴室屋), Ōtomo no Kanamura (大伴金村), Mononobe no Me (物部目), Mononobe no Arakabi (物部麁鹿火), Mononobe no Okoshi (物部尾輿) et Mononobe no Moriya (物部守屋).
Quand le système des kabane fut réformé en celui dit des huit kabane en 684, quelques puissants muraji de l'époque se virent conférer le kabane de ason qui était à la deuxième place dans cette nouvelle hiérarchie, alors que la plupart d'entre eux se virent attribuer le kabane de sukune qui correspondait au troisième rang. Le titre de muraji, quant à lui, fut relégué au septième rang.

## Liste d'Ō-muraji
- Mononobe no Toochone (物部十千根)
- Mononobe no Ikoji (物部伊コ弗), fils de Toochone
- Ōtomo no Muroya (大伴室屋)
- Mononobe no Me (物部目), fils d'Ikoji
- Ōtomo no Kanamura (大伴金村), fils de Muroya
- Mononobe no Arakabi (物部 麁鹿火), décédé en 536
- Mononobe no Okoshi (物部 尾輿), fils de Me
- Mononobe no  ?      (物部 贄子), fils d'Okoshi
- Mononobe no Moriya (物部 守屋), fils d'Okoshi (décédé en 587)

## Source de la traduction
- (en) Cet article est partiellement ou en totalité issu de l’article de Wikipédia en anglais intitulé « Muraji » (voir la liste des auteurs).